# 데이비드 호플린
다비드 호플린(David Hoflin, 영어 발음: /ˈdɑːvɪd/, 1979년 2월 25일 ~ )은 오스트레일리아의 배우이다.
스톡홀름에서 태어났다.

## 출연 작품

### 영화
- 크로스본즈 (2014년)
- 스트랜디드 (2006년)
- 더 높은 곳을 향하여 (2003년)
- 브레이커웨이 (1990년)
- 어둠 속의 외침 (1988년)

### 텔레비전
- 크로스본즈